# Nemesis Divina
Nemesis Divina – trzeci album studyjny norweskiej grupy blackmetalowej Satyricon. Wydawnictwo ukazało się 22 kwietnia 1996 roku nakładem wytwórni muzycznej Moonfog Productions.
Album został zarejestrowany na przełomie stycznia i lutego 1996 roku w Waterfall Studios we współpracy z inżynierami dźwięku Odd H. Jensenem i Kai Robřlem, którzy poddali ją również miksowaniu. Producentem nagrania był Sigurd "Satyr" Wongraven. Proces masterowania odbył się w studiu Bel Productions. 
Do utworu "Mother North" został zrealizowany teledysk wyreżyserowany przez kompozytora i autora tekstu Sigurda "Satyra" Wongravena. Nagrania odbyły się w marcu 1996 roku w Hekseskogen, Trosskogen oraz Greåker Fort. W obrazie wystąpili lider zespołu Satyricon Sigurd "Satyr" Wongraven, perkusista Kjetil "Frost" Haraldstad, gitarzysta Ted "Kveldulv" Skjellum oraz Monica Bråten. Teledysk powstał w dwóch wersjach: ocenzurowanej (telewizyjnej) oraz oryginalnej. 

## Lista utworów
Opracowano na podstawie materiału źródłowego.
1. "The Dawn of a New Age" – 7:28
2. "Forhekset" – 4:32
3. "Mother North" – 6:26
4. "Du Som Hater Gud" – 4:21
5. "Immortality Passion" – 8:23
6. "Nemesis Divina" – 6:55
7. "Transcendental Requiem of Slaves" – 4:44

## Twórcy
Opracowano na podstawie materiału źródłowego.
| - Sigurd "Satyr" Wongraven - wokal prowadzący, gitara rytmiczna, gitara prowadząca, gitara basowa, syntezatory, aranżacje, inżynieria dźwięku, produkcja muzyczna, miksowanie, muzyka, słowa - Kjetil-Vidar "Frost" Haraldstad - perkusja - Ted "Kveldulv" Skjellum - gitara | - Geir Bratland - syntezator, fortepian, aranżacje - Andrea "Nebelhexë" Haugen - melorecytacja (utwór 1) - Gylve "Fenriz" Nagell - słowa (utwór 4) - Kai Robøle - inżynieria dźwięku, miksowanie - Odd H. Jensen - inżynieria dźwięku, miksowanie |

## Wydania
| Rok  | Nr katalogowy | Format     | Wytwórnia             | Region            | Źródło |
| ---- | ------------- | ---------- | --------------------- | ----------------- | ------ |
| 1996 | FOG 012       | CD, Album  | Moonfog Productions   | Norwegia          | [ 2 ]  |
| 1996 | MIM 7322-2CD  | CD, Album  | Modern Invasion Music | Australia         | [ 2 ]  |
| 1996 | FOG 6012      | CD, Album  | Moonfog Productions   | Stany Zjednoczone | [ 2 ]  |
| 1996 | FOG012        | LP, Album  | Moonfog Productions   | Norwegia          | [ 2 ]  |
| 1996 | 027           | Cass,Album | Mysti Production      | Polska            | [ 2 ]  |
| 1997 | 7820-2        | CD, Album  | Century Black         | Stany Zjednoczone | [ 2 ]  |
| 1997 | SM076CD       | CD, Album  | Somber Music          | Brazylia          | [ 2 ]  |

## Pozycje na listach
| Lista                | Kraj    | Pozycja |
| -------------------- | ------- | ------- |
| Media Control Charts | Niemcy  | 71      |
| Ö3 Austria Top 40    | Austria | 57      |